# Шоссе Джалал аль-Ахмад

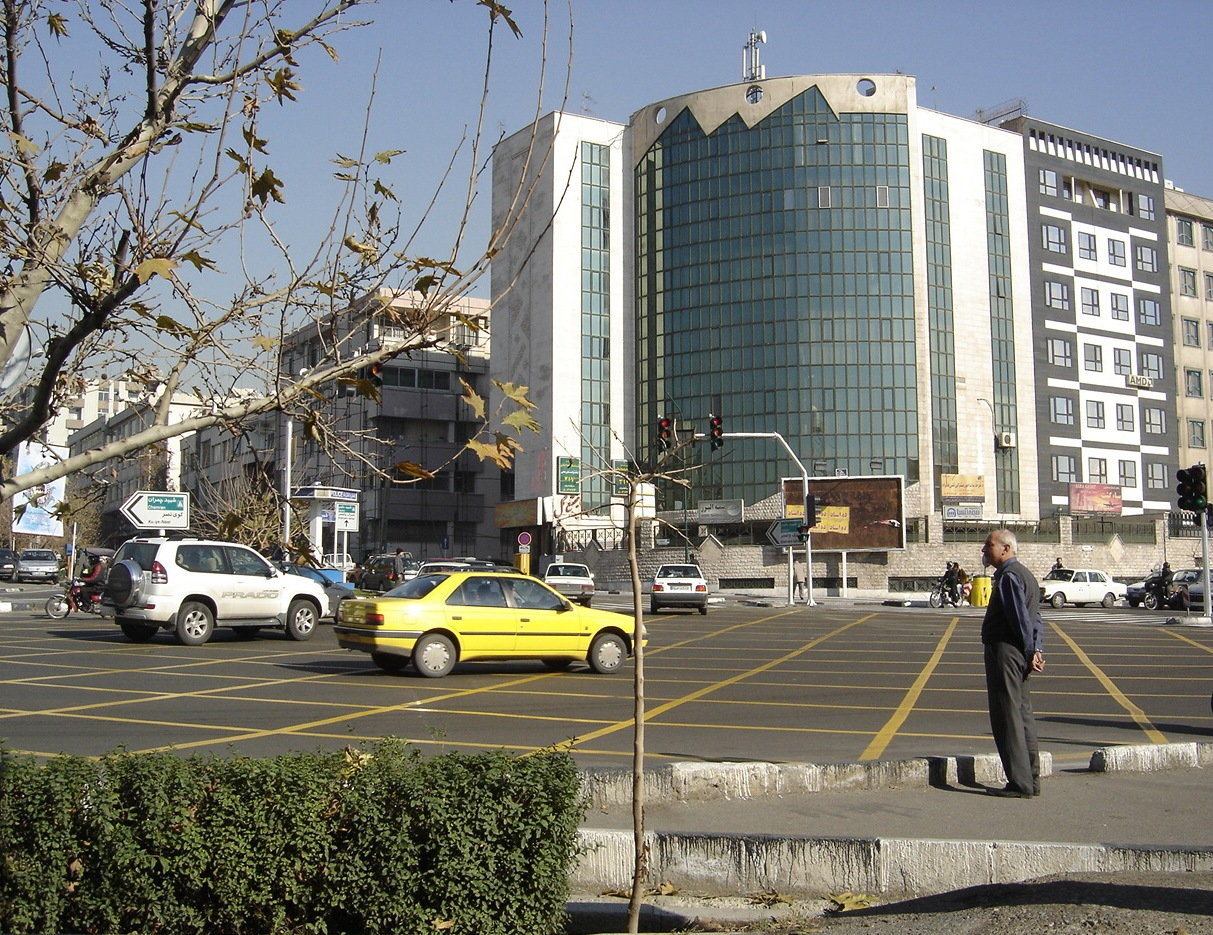
Пересечение шоссе Джалал аль-Ахмад и улицы Каргар

Шоссе Джалал Але-Ахмад (перс. بزرگراه جلال آل‌احمد‎) — шоссе в Тегеране, связывающее районы Содегийе и Амирабад. 
Шоссе Джалал Але-Ахмад начинается в Садегийе, недалеко от одноименной станции метро. Следует на восток, пересекая Шоссе Ядегар-е Имам, Шоссе Шейх Нури и заканчивается после развязки с Шоссе Чамран на перекрёстке с улицей Каргар, переходя далее в Шоссе Шахид Гомнам.
Названо в честь иранского писателя и мыслителя Джалала Але-Ахмада.